# 海老蔓池
海老蔓池（えびつるいけ）は、名古屋市守山区と尾張旭市にまたがる池で長戸川の水源地。池周辺は愛知県森林公園となっている。滝ノ水池（たきのみずいけ）とも。

## 生態
2019年2月20日から6月26日の調査で水深2メートル付近からイシガイ Unio（Nodularia) douglasiae nipponensis v. Martens, 1877 の亜成貝3個体が見つかった。

## 歴史
海老蔓池一体の森林は、江戸時代に海老蔓御林（えびつるおおはやし）と呼ばれ、尾張徳川藩の留山とされ、鷹狩りなどをする御狩り場として知られていた。